# Stipecarinata
Stipecarinata is een geslacht van vliesvleugeligen uit de familie Eulophidae. De wetenschappelijke naam van dit geslacht is voor het eerst geldig gepubliceerd in 1996 door Ikeda & Kamijo.

## Soorten
Het geslacht Stipecarinata is monotypisch en omvat slechts de volgende soort:
- Stipecarinata striata Ikeda, Kamijo & Huber, 1996